# 石田麻衣
石田 麻衣（いしだ まい、1978年9月23日 - ）は、岩手県を拠点に活動する日本のフリーアナウンサー。

## 来歴
岩手県盛岡市出身。盛岡白百合学園中学校・高等学校、岩手大学 卒業。中学・高校の教員免許（教科：国語）を取得している。
大学時代にエフエム岩手で3年間ラジオの仕事をしており、同局のアナウンサーであった古賀徹や加藤裕のもとでアシスタントを務めていた。
大学を卒業後、2002年にIBC岩手放送に入社。当初はアナウンサーを務めていたが、後にラジオディレクターに転向。IBCラジオでの制作業務に従事しながら、『乙女の相談室』という番組にマイマイ名義で出演していた。
2008年3月にIBCを退社し、同年4月からフリーランスで活動。また、この時期に結婚した。フリー転向後もしばらくはIBCの684リポーター（ラジオカーリポーター）を務めていたが、2008年10月からは大学時代に番組出演していたエフエム岩手からも仕事を受けている。そして2009年1月からは、再び同局でレギュラー番組を持つに至っている。
2015年2月から産休を取り、生放送番組への出演を一時休止する。そして同年6月に長女を出産し、1児の母になる。

## 担当番組

### IBC岩手放送

#### テレビ
- アナナビ（東北地方＋新潟県のJNN加盟6局共同制作番組）
- じゃじゃじゃTV

#### ラジオ
- いい日昼どき
- JAとれたて産直レポ
- 乙女の相談室 - マイマイ名義で出演。フリー転向後にも引き続き出演していた。

### エフエム岩手
- i-LAND in TOHOKU - リポーター
- MAX WAVESCAPE
- 朝のペパーミントタイム
- アクセル
- 週刊ラジログ - リポーター
- Posh! - 中継リポーター
- モバイルスマホ部
- あすみ野チャンネル
- MINIMALISM
- まるごと県南情報局
- auショップのモバコミ
- OH! HAPPY MORNING - 「ミサワ デザイン フォルダ」のコーナー担当
- 青の国から ふだいラジオ